# باشگاه فوتبال سئول
باشگاه فوتبال سئول (به کره‌ای: FC 서울) که در گذشته با نام آنیانگ ال جی چیتاس شناخته می‌شد، یک باشگاه فوتبال در شهر سئول در کشور کره جنوبی می‌باشد که در کی‌لیگ بازی می‌کند. بازی‌های این تیم در ورزشگاه جام جهانی سئول برگزار می‌شود. طبق آخرین رده‌بندی برترین تیم‌های باشگاهی جهان در سپتامبر ۲۰۱۳ میلادی، تیم اف سی سئول با کسب ۱۵۸۶٫۷۷ امتیاز و کسب رتبه ۹۱ جهان، بهترین تیم کره‌ای بوده و در بین تیم‌های قاره آسیا در مکان سوم قرار داشت.
این باشگاه در سال ۱۹۸۳ تأسیس شده‌است. این باشگاه سابقهٔ قهرمانی در کی‌لیگ (۶ قهرمانی)، جام حذفی کره و سوپر جام کره را نیز دارد.همچنین این باشگاه در فصل ۲۰۰۲–۲۰۰۱ به فینال جام باشگاه‌های آسیا راه یافت و با شکست در ضربات پنالتی در مقابل تیم سوون سامسونگ نایب قهرمان آسیا شد(جام باشگاه‌های آسیا ۰۲–۲۰۰۱). مالک باشگاه فوتبال سئول، شرکت جی‌اس گروپ می‌باشد.
باشگاه سئول در لیگ قهرمانان آسیا ۲۰۱۴–۲۰۱۳ با شکست استقلال ایران ۲–۴ در مجموع به فینال این تورنمنت رسید و با شکست از باشگاه گوانژو چین به مقام دومی رضایت داد.

## بازیکن‌ ایرانی
خالد شفیعی به عنوان اولین ایرانی در لیگ کره جنوبی در سال ۲۰۱۷ با قراردادی ۱٫۵ ساله به این تیم پیوست.

## مربیان پیشین
- نلو وینگادا